# Rheinische Jahrtausendfeier

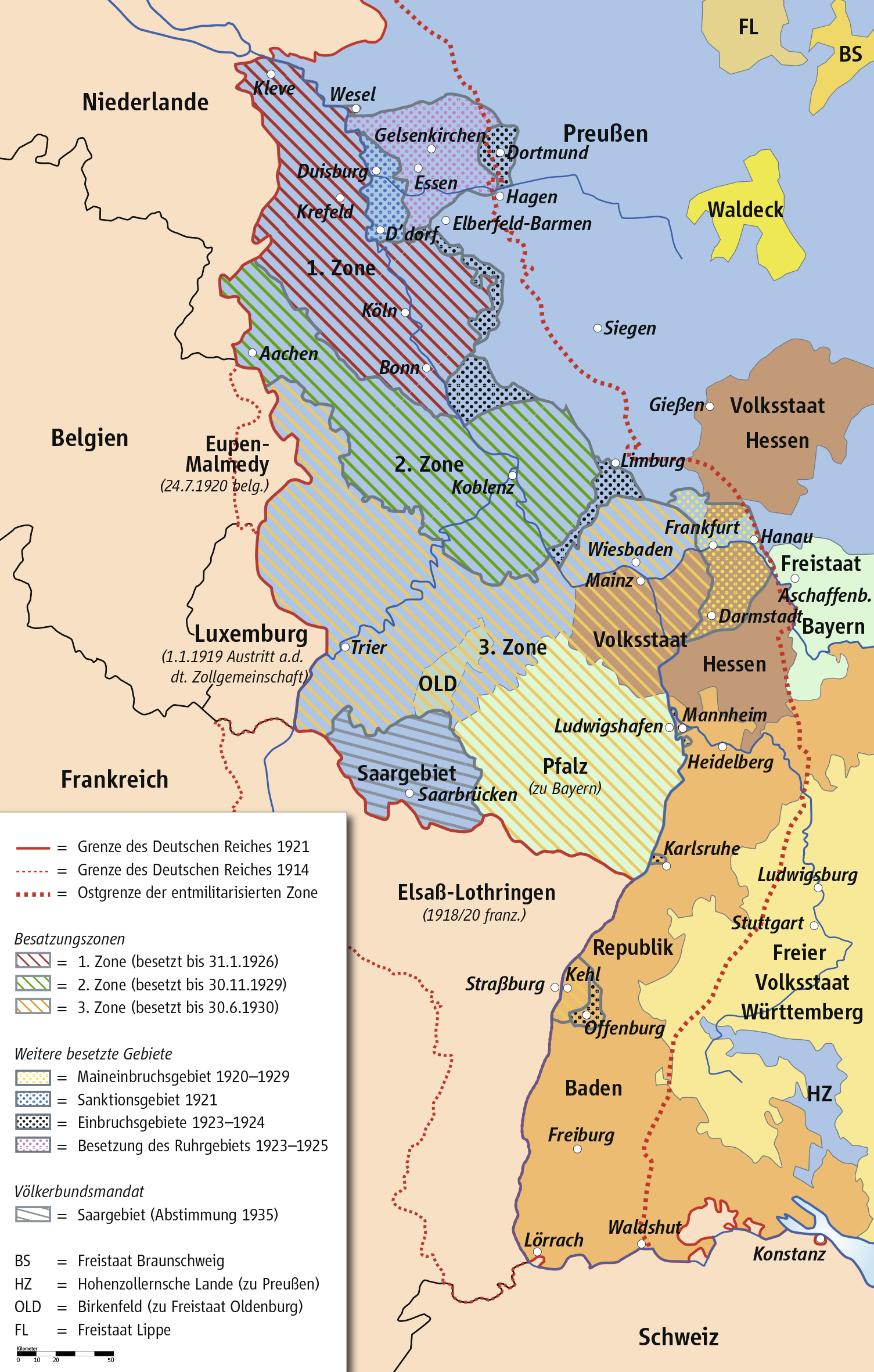
Die Alliierte Rheinlandbesetzung nach dem Ersten Weltkrieg

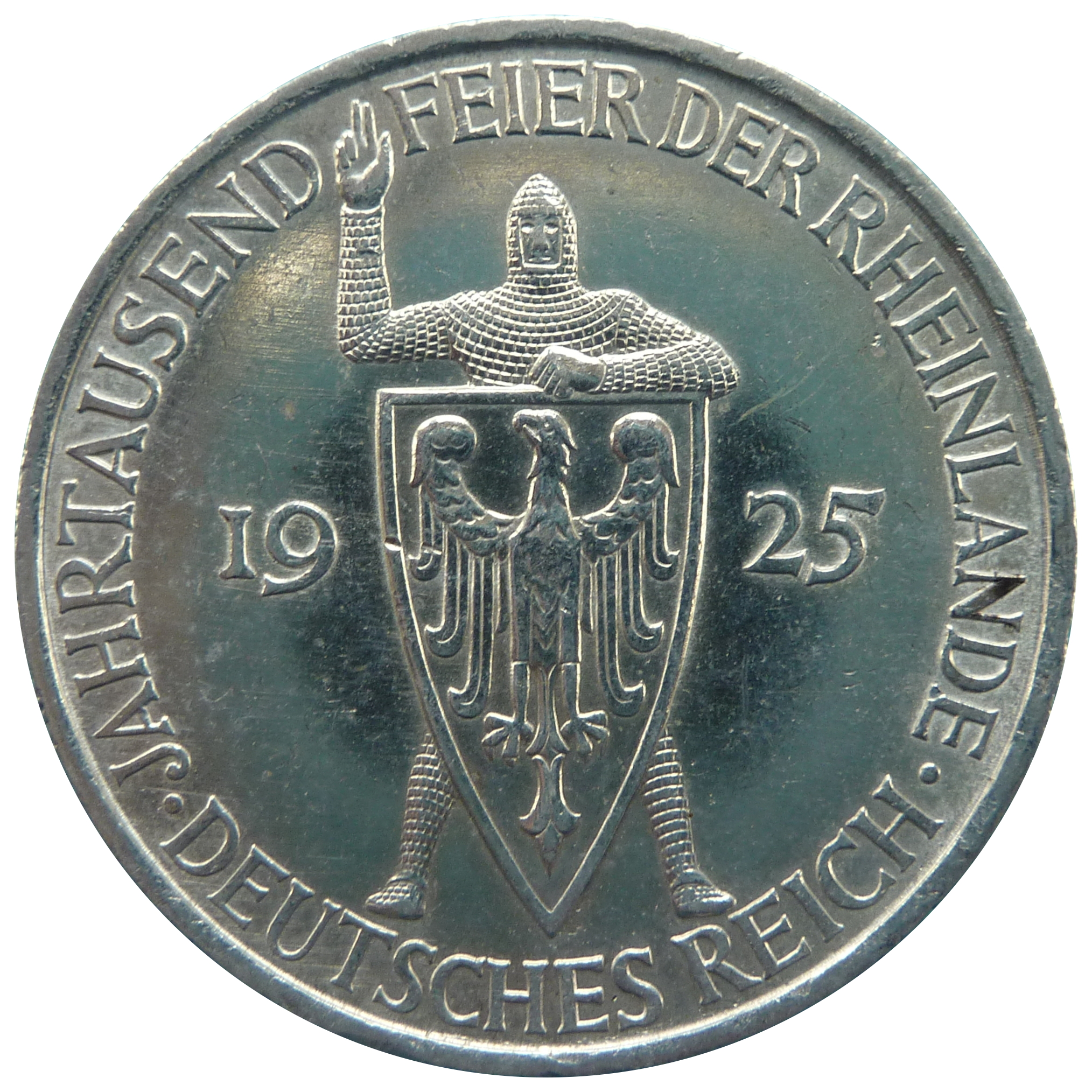
Reichsmark-Münze zur Jahrtausendfeier der Rheinlande

Die Rheinische Jahrtausendfeier (auch Jahrtausendfeier der Rheinlande) im Jahr 1925 fand in den nach dem Ersten Weltkrieg besetzten Rheinlanden statt. In vielen Städten und Gemeinden im deutschen Rheinland (so etwa in Mainz, aber auch außerhalb, z. B. in Berlin) wurden zur Demonstration der „nationalen Gesinnung“ u. a. Ausstellungen, Festumzüge, Demonstrationen und Gottesdienste veranstaltet.

## Hintergrund
Infolge des Ersten Weltkriegs wurden im Rheinland alliierte Besatzungstruppen aus Frankreich, dem Vereinigten Königreich, Belgien und anfänglich auch aus den USA stationiert (siehe Friedensvertrag von Versailles).
Die Bevölkerung leistete u. a. passiven Widerstand (z. B. in Form von Streiks) gegen die Besetzung der linken Rheinseite, was negative wirtschaftliche Auswirkungen hatte. Auch litten die Menschen unter der Verbannung „unliebsamer Familien“ auf die rechte Rheinseite sowie den Auswirkungen der Inflation. Zudem gab es separatistische Bestrebungen, insbesondere im Rahmen der Autonomen Pfalz (1919 bis 1924) bzw. der Rheinischen Republik (1923). Hinzu kam, dass die Besetzung durch Kolonialtruppen, auch bestehend aus Nordafrikanern, zum Teil als besondere Erniedrigung empfunden wurde („Schwarze Schmach“).
Den geschichtlichen Hintergrund für die Jahrtausendfeier lieferte das im Jahr 921 zwischen dem ostfränkischen König Heinrich I. und dem westfränkischen König Karl III. geschlossene Friedensabkommen (Vertrag von Bonn). In der Folge unterwarf sich im Jahr 925 der lothringische Herzog Giselbert dem ostfränkischen König. Lothringen wurde damit als fünftes Stammesherzogtum dem Ostfränkischen Reich (dem späteren Heiligen Römischen Reich) eingegliedert.

## Feierlichkeiten
Den Auftakt bildete eine Festsitzung des rheinischen Provinziallandtages am 4. Februar 1925 in Düsseldorf. Im Rahmen der weiteren Feierlichkeiten demonstrierten am 19. Juni 1925 40.000 Menschen in Saarbrücken im Saargebiet für die Zugehörigkeit zum Deutschen Reich.
Für die tausendjährige Zugehörigkeit des Rheinlands zum deutschen Reich hielt der Historiker Wilhelm Levison in Köln den offiziellen Festvortrag Der Sinn der rheinischen Jahrtausendfeier 925–1925.
Am 28. Juni 1925 wurde am Eingang des Nachtigallentals als Beginn des örtlichen Festumzugs zur Jahrtausendfeier ein Waldgottesdienst abgehalten und dafür ein steinerner Altartisch errichtet.
Insbesondere sozialdemokratische und linksgerichtete Parteien kritisierten die Jahrtausendfeier als „deutsch-nationalen Rummel“ bzw. als „nationalistischen Sumpf“.

## Weitere Entwicklung
Die drei Besatzungszonen wurden planmäßig bis Juni 1930 von den Alliierten geräumt. Der Nationalismus wurde durch die Jahrtausendfeier noch einmal vertieft, was für einen nachhaltig schweren Stand demokratischer und linker politischer Gruppierungen sorgte. So kam das Saargebiet nach der deutlich ausfallenden Saarabstimmung 1935 wieder zum Deutschen Reich. Im Jahr 1936 wurden schließlich im entmilitarisierten Rheinland von der NS-Regierung im Rahmen der Rheinlandbesetzung Soldaten der Wehrmacht stationiert.